# Elacatinus atronasus
Espèce
Elacatinus atronasum est une espèce de poissons de la famille des Gobiidae, originaire des Bahamas mais également présente en aquarium, tout comme les autres espèces du genre Elacatinus.

## Synonymes latins
Ce taxon admet les synonymes latins suivants :
- Elacatinus atronasum (Böhlke & Robins, 1968)
- Gobiosoma atronasum Böhlke & Robins, 1968